# Boris Kollár
Boris Kollár (Bratislava, 14 agosto 1965) è un politico e imprenditore slovacco del partito Siamo una Famiglia, presidente del Consiglio nazionale della Repubblica Slovacca dal 2020 al 2023.

## Biografia
Proveniente da una famiglia povera, orfano di padre, da bambino amava giocare a tennis. Ha studiato presso il ginnasio "Alexander Markuš" di Bratislava. Dal 2010 al 2015 ha studiato presso l'Università dell'Europa Centrale di Skalica, ottenendo una laurea magistrale, la cui validità è stata più volte messa in dubbio.
Dal 1990 concentra la sua attività imprenditoriale nella gestione di impianti sciistici; successivamente si dedica al campo della comunicazione mediatica, con l'acquisto di diverse stazioni radio.

### Attività politica
La sua attività politica ha inizio con la candidatura alle elezioni parlamentari del 2010, tuttavia deludenti. Nel 2015, Kollár ha creato una nuova entità politica, Siamo una Famiglia (SME RODINA - Boris Kollár), con la quale ha partecipato con successo alle elezioni parlamentari del 2016. Il suo movimento ottenne 172.860 voti, ovvero il 6,62% del totale, con 11 seggi nel parlamento (Consiglio nazionale). Durante la legislatura fino al 2020 è stato membro del Comitato speciale di controllo della Repubblica slovacca per il controllo delle attività del SIS (membro), e presidente del Comitato della Repubblica per la pubblica amministrazione e lo sviluppo regionale.
Nel 2019, alle elezioni europee si è alleato col gruppo parlamentare Europa delle Nazioni e della Libertà, esprimendo appoggio e vicinanza alla politica di Marine Le Pen.
Alle elezioni parlamentari del 2020, il suo partito ha ottenuto 17 seggi in parlamento, posizionandosi al terzo posto. Kollár è stato inoltre eletto presidente del Consiglio nazionale.

### Vita privata
Kollár ha avuto diverse compagne: è padre di 13 figli.